# Lotus Kick
O Lotus Kick (em português, literalmente: chute lótus) e o Jumping Lotus Kick ou Jump Outside ou Téng Kōng Bǎi Lián, é um chute lateral e também um salto com chute lateral, da arte-marcial wushu moderno (kungfu e tai-chichuan).

## Execução
Um chute lateral crescente ou chute lateral externo, que inicia em frente ao corpo e se move para fora do corpo, girando para a lateral deste na altura do ombro, semelhante a uma tapa.

### Parado
O chute de lótus moderno inclui uma configuração estacionária onde o salto é executado uniformemente em ambas as pernas. O chute de fora ainda é executado com a perna direita, mas a posição do corpo durante o giro no ar é muito mais compacta em comparação com o método de corrida. Devido a isso, praticantes avançados podem aumentar a dificuldade do movimento girando mais de 360°, geralmente 540° ou 720° que está presente na competição internacional. Nos Campeonatos Mundiais de Wushu, o Chute de Lótus é uma Técnica de Dificuldade para eventos de changquan, nanquan e taijiquan com conexões, critérios e conteúdo de dedução padronizados.

### Com corrida
O salto envolve a execução de um chute lateral externo (Bǎi Lián Pāi Jiǎo) no ar enquanto gira. O método original, visto nas primeiras rotinas modernas de chang-quan, inclui uma configuração de corrida em um salto na perna direita. Enquanto a perna direita empurra para cima, a perna esquerda se dobra em uma posição com o joelho levantado ou em uma posição estendida. Durante isso, a perna direita executa o chute de fora no ar. No changquan tradicional, é normalmente usado como um ataque de longo alcance, muito parecido com um tornado kick (chute tornado).

## Variações

### Com corrida
- Running Lotus Kick
  - para ficar em pé
  - para Gōng Bù
  - para Zuò Pán
  - para Diē Shù Chā (falling splits)

### Parado em pé
- Lotus kick 360°
  - para Mǎ Bù[6]
  - para Gōng Bù
  - para Pū Bù
  - para Tí Xī Dú Lì (posição de joelho levantado)
  - para Zuò Pán
  - para Diē Shù Chā
- Lotus Kick 540° 
  - para Mǎ Bù[6]
  - para Pū Bù
  - para Tí Xī Dú Lì
- Lotus Kick 720° para Mǎ Bù[6]